# La Petite Chocolatière (film, 1918)
Pour les articles homonymes, voir La Petite Chocolatière et Mademoiselle Josette, ma femme.
Pour plus de détails, voir Fiche technique et Distribution.
La Petite Chocolatière ou Mademoiselle Josette, ma femme (The Richest Girl) est un film américain réalisé par Albert Capellani, sorti en 1918.

## Fiche technique
- Titre original : The Richest Girl
- Titre français : La Petite Chocolatière ou Mademoiselle Josette, ma femme
- Réalisation : Albert Capellani
- Scénario : Harry R. Durant d'après la pièce La Petite Chocolatière de Paul Gavault
- Pays de production : États-Unis
- Format : Noir et blanc - 1,33:1 - Film muet
- Genre : comédie dramatique
- Date de sortie : 1918

## Distribution
- Anna Murdock : Benjamine Downey
- David Powell : Paul Normand
- Charles Wellesley : Mr Downey
- Herbert Ayling : Commissaire Mingasson
- Gladys Wilson : Flora Mingasson
- Paul Capellani : Felix
- Cyril Chadwick